# Буччано
Буччано (італ. Bucciano) — муніципалітет в Італії, у регіоні Кампанія, провінція Беневенто.
Буччано розташоване на відстані близько 200 км на південний схід від Рима, 39 км на північний схід від Неаполя, 19 км на захід від Беневенто.
Населення — 2087 осіб (2014).
Щорічний фестиваль відбувається 24 червня. Покровитель — святий Іван Хреститель.

## Демографія
Населення за роками:

Станом на 1 січня 2023 року в муніципалітеті офіційно проживало 38 іноземців з 7 країн, серед них 16 громадян країн Євросоюзу.

## Сусідні муніципалітети
- Аїрола
- Бонеа
- Мояно
- Токко-Каудіо